# イワン・ユマシェフ
イワン・ステパノヴィチ・ユマシェフ（ロシア語：Ива́н Степа́нович Юма́шев、ラテン文字表記の例：Ivan Stepanovich Yumashev、1895年10月9日 - 1972年9月2日）は、ソビエト連邦の政治家、軍人。海軍大将、海軍総司令官でソ連邦英雄である（1945年9月14日）。

## 経歴
1895年10月9日にロシア帝国のトビリシにて、鉄道員の家庭に誕生する。1912年から海軍に入り、バルト艦隊で水兵、下士官として勤務。1918年に入党した。
1919年2月にソビエト連邦海軍に志願し、ヴォルガ・カスピ小艦隊でロシア内戦に従軍した。1925年に艦隊指揮要員特殊課程、1932年に海軍アカデミー附属艦長戦術課程を修了し、その後は駆逐艦・巡洋艦の艦長・駆逐艦大隊長・巡洋艦旅団長を歴任した。
1937年9月から黒海艦隊参謀長、1938年1月から司令官。1939年3月から太平洋艦隊司令官となり、1943年に海軍大将に昇進。1945年の対日参戦に参加。
1947年1月から軍事次官兼海軍総司令官。1950年2月から海軍相、1951年8月から海軍アカデミー校長。1957年、退役。
1941年～1956年までソ連共産党中央委員会委員候補。第2期ソ連最高会議代議員。

## 称号・勲章
レーニン勲章を6回、赤旗勲章を3回、赤星勲章、その他多くのメダルを授与された。

## 巡洋艦

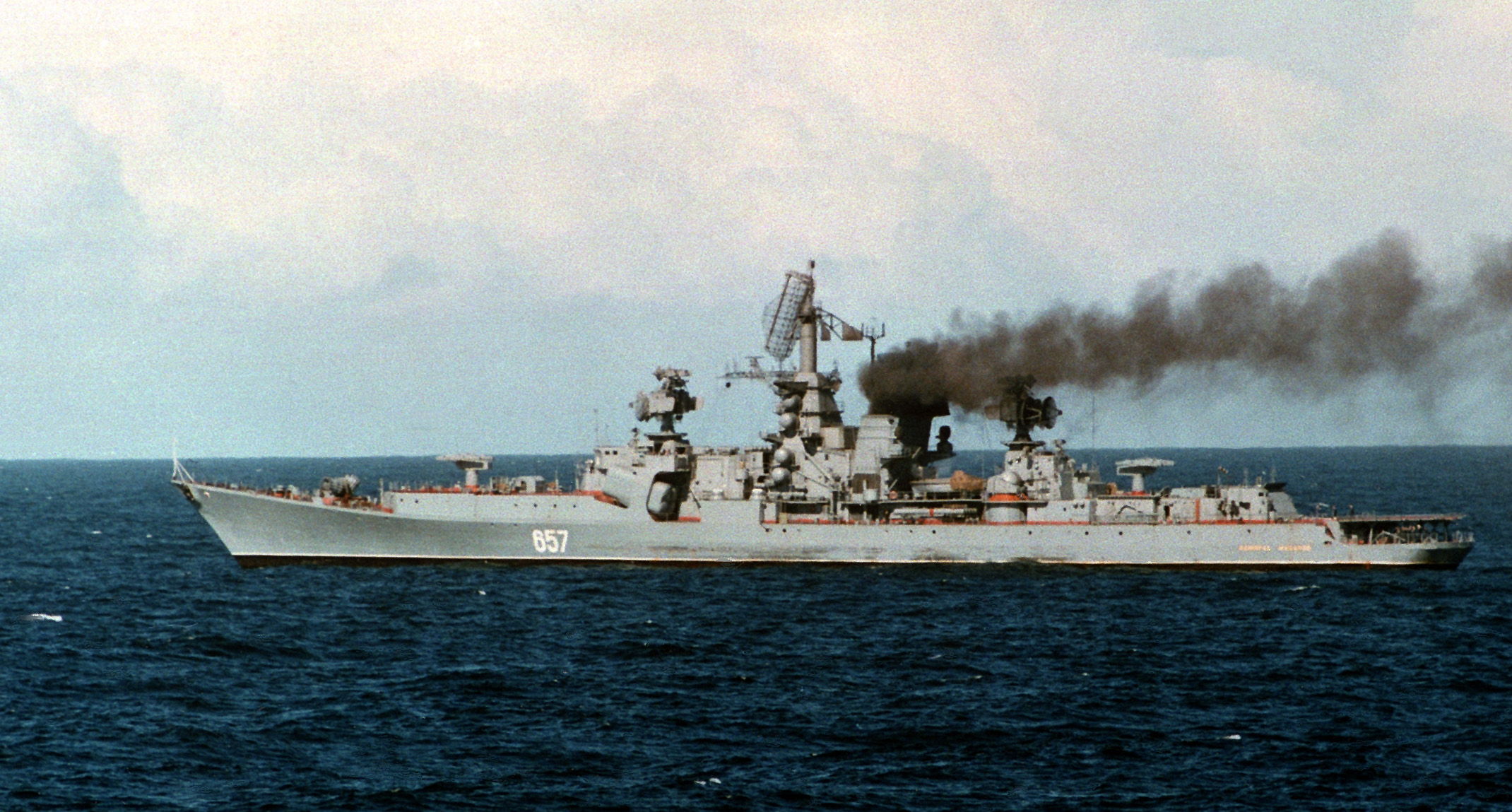
巡洋艦アドミラル・ユマシェフ

クロンシュタット級（クレスタII型）ミサイル巡洋艦「アドミラル・ユマシェフ」は、彼にちなんで命名された。